# Paunat
Paunat (okzitanisch Paunac) ist eine südwestfranzösische Gemeinde mit 318 Einwohnern (Stand 1. Januar 2022) im Département Dordogne in der Region Nouvelle-Aquitaine. Die Bewohner werden Paunatois und Paunatoises genannt.
Die Gemeinde erhielt 2022 die Auszeichnung „Zwei Blumen“, die vom Conseil national des villes et villages fleuris (CNVVF) im Rahmen des jährlichen Wettbewerbs der blumengeschmückten Städte und Dörfer verliehen wird.

## Lage
Paunat liegt in einer Höhe von etwa 115 Metern ü. d. M. am gleichnamigen Bach im Périgord noir und nur etwa sieben Kilometer (Fahrtstrecke) vom südwestlich gelegenen Ort Trémolat entfernt. Die Stadt Bergerac befindet sich etwa 40 Kilometer westlich.

## Bevölkerungsentwicklung
| Jahr      | 1968 | 1975 | 1982 | 1990 | 1999 | 2006 | 2012 | 2020 |
| Einwohner | 282  | 226  | 217  | 246  | 271  | 303  | 319  | 314  |

Im 19. Jahrhundert hatte der Ort zeitweise über 1000 Einwohner, doch infolge der Reblauskrise im Weinbau und der Mechanisierung der Landwirtschaft gingen die Einwohnerzahlen seitdem bis auf die Tiefststände in den 1970er und 1980er Jahren zurück.

## Wirtschaft
Die Bewohner des Ortes leben mehrheitlich von der Landwirtschaft, vom Kleingewerbe und vom Tourismus, denn in den letzten Jahren wurden viele verlassene Häuser zu Ferienhäusern (gîtes) umgebaut.

## Geschichte
Die Geschichte des Ortes ist eng verknüpft mit der bereits im 8. Jahrhundert erwähnten Abtei, die in den Jahren 849 und 860 von den Normannen geplündert wurde. Ein weiterer Vorgängerbau der heutigen Abteikirche wurde – der Überlieferung zufolge – im Jahre 991 durch den Bischof Frotarius von Périgueux geweiht. Im Jahre 1304 stattete Bertrand de Got, der Erzbischof von Bordeaux und spätere Papst Clemens V., der Abtei einen Besuch ab.

## Sehenswürdigkeiten

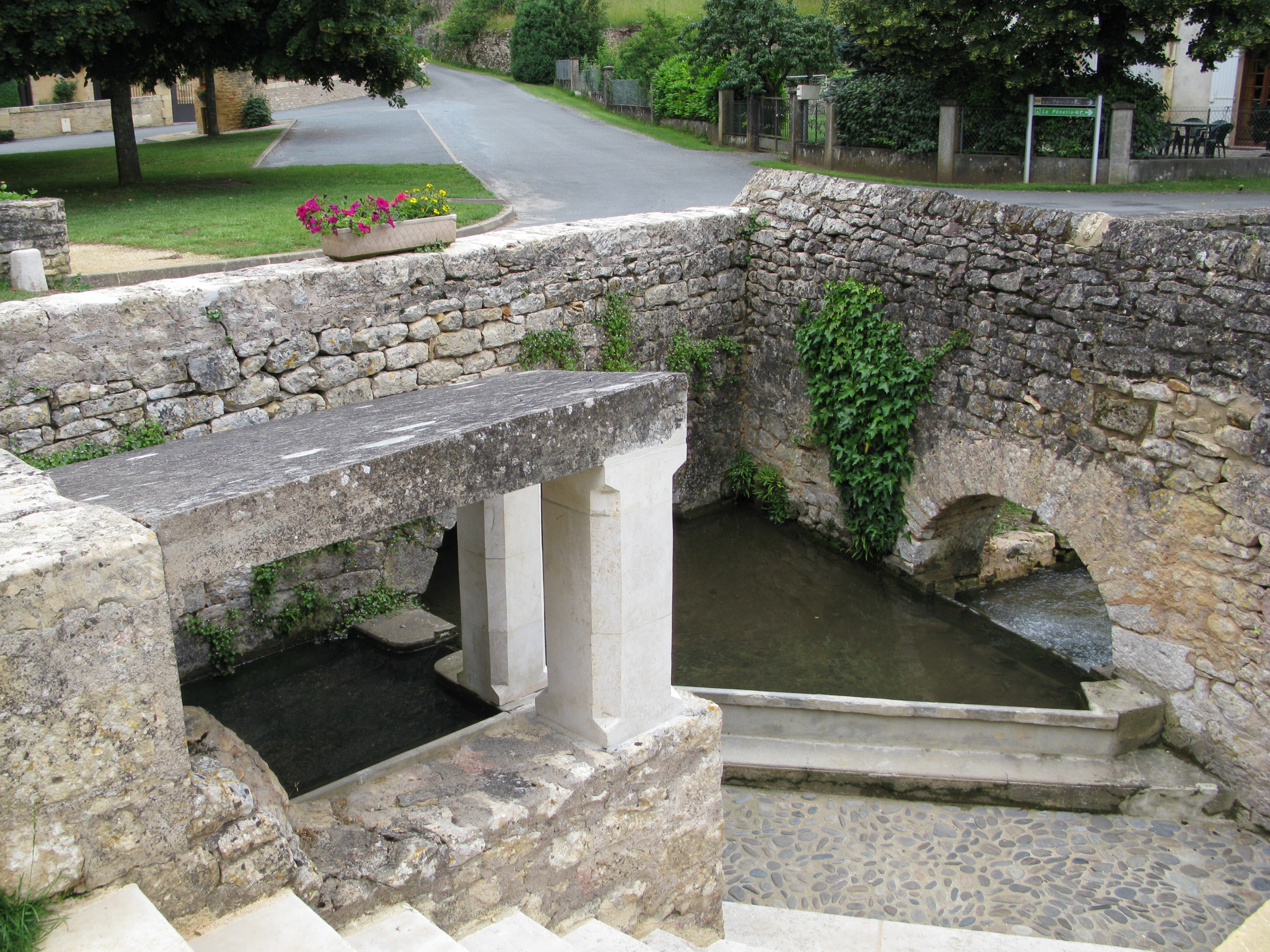
Waschhaus (lavoir)

### Kirche Saint-Martial
Die Kirche ist seit 1956 als Monument historique klassifiziert.

### Sonstige
- Unmittelbar südlich der Kirche steht das ehemalige Pfarrhaus (presbytère) aus dem 18. Jahrhundert, in welchem sich heute ein gehobenes Restaurant befindet.
- Am Ortsrand hat sich noch ein versenkt gelegenes Waschhaus (lavoir) aus dem 19. Jahrhundert erhalten.